# Jason Batty
Jason Batty (Auckland, 23 marzo 1971) è un ex calciatore neozelandese, di ruolo portiere.